# Islam à Malte

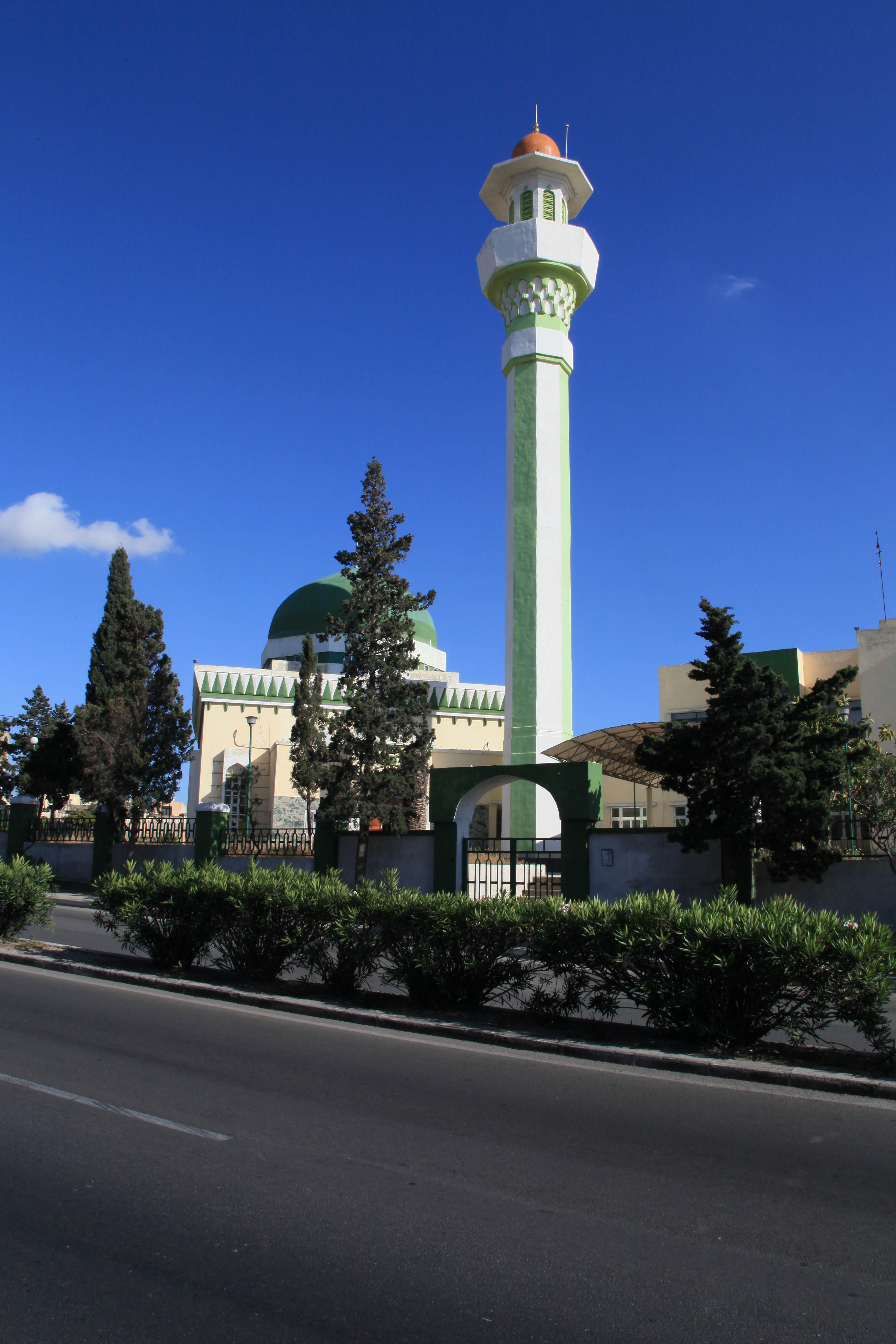
Mosquée Mariam Al-Batool.

Les premières traces de l'islam à Malte remontent à la conquête de l'archipel maltais par les arabo-berbères musulmans en 870. Des tombes musulmanes ont été retrouvées lors de fouilles à la Domus Romana à Rabat, d'autres sont exposées au musée d'archéologie de Gozo à Victoria.
De nos jours, il existe une petite communauté musulmane, estimée à 3 000 personnes, qui dispose d'une mosquée, fondée en 1978, et d'une école primaire musulmane.

## Contexte historique
Après la mort de Mahomet en 632, la djihad va permettre l'expansion de l'islam. D'abord au Machrek avec les trois premiers califes, compagnons du prophète, puis au Maghreb et en Al-Andalus avec les califes omeyyades. La Méditerranée est un « lac musulman » pour le commerce arabe. Les seuls à contester son hégémonie sont les empereurs byzantins qui, avec la Sicile et Malte, contrôlent la rive nord du passage entre le bassin oriental et occidental de la Méditerranée. Les Aghlabides de l'Ifriqiya, au tout début du VIIIe siècle, s'attaquent à Constantinople où ils échouent malgré un an de siège, et à la Sicile, mais ils doivent renoncer pour faire face à des révoltes berbères en Afrique du Nord ; finalement la conquête de la Sicile ne se fera qu'au IXe siècle et sera particulièrement longue (827-902) À Malte, la ville-forteresse de L-Imdina est prise le 28 août 870, et démolie, la population est très certainement emmenée en esclavage, « après (la conquête) de l'île, Malte est resté une ruine inhabitée, ». Les historiens discutent toujours de ce fait, mais ce qui est certain c'est que l'île est repeuplée de colons arabes et berbères musulmans et de leurs esclaves à partir de 440 de l'Hégire (1048-1049),. À cette date, lors d'une action des Byzantins sur Malte, les musulmans proposent de libérer les esclaves et de partager leurs biens avec eux s'ils consentent à prendre les armes à leur côté pour contrer l'attaque, ce qui est effectivement fait. Après la défaite byzantine, les musulmans autorisent même des mariages mixtes et la création de raħal, domaine terrien en pleine propriété ; c'est à la suite de cette action que se met en place la deuxième vague de colonisation. L'enregistrement au XVe siècle de ces raħal donne une liste de noms incontestablement arabes, démontrant l'utilisation courante d'un parler arabe.
L'occupation aghlabide puis, en 921, Fatimides de Malte dure jusqu'à la conquête normande en 1091, soit plus de deux siècles. Ils introduiront dans l'archipel maltais, en plus de la langue et de la religion, l'irrigation, la culture du coton et plusieurs variétés de fruits. Dans les faits, cette conquête ne change pas grand-chose dans l'archipel. Les Normands s'installent en Sicile et gèrent Malte à distance par l'intermédiaire de leurs barons. La tolérance normande permet aux musulmans de rester sur place. Les îles maltaises continuent ainsi à pratiquer l'arabe maltais, ce dialecte arabe, qui va évoluer indépendamment de sa langue mère. Un recensement de 1240, soit cent cinquante ans après la conquête normande, réalisé par un prêtre, l'abbé Gilbert, décompte environ 9 000 habitants à Malte et à Gozo, dont 771 familles musulmanes, 250 familles chrétiennes (chiffre rond très certainement arrondi à la hausse et comprenant les musulmans convertis) et 33 familles juives. Apparemment tous vivent en bonne intelligence. Des poètes maltais de cette époque, Abd ar-Rahmâm ibn Ramadân, Abd Allâh ibn as-Samanti, Utman Ibn Ar-Rahman, surnommé As-Susi ou Abu Al Qasim Ibn Ramdan Al Maliti écrivent en arabe. Finalement, entre 1240 et 1250, Frédéric II du Saint-Empire expulse les musulmans, même si beaucoup se convertissent pour rester dans les îles. Leur présence durant quatre siècles a permis de poser les bases de la religion musulmane à Malte.

## Réalité actuelle de l'islam
Il existe à Malte une expression courante quand les Maltais veulent faire part de l'incompréhension de leur auditoire Am I a muezzin in Malta? (Suis-je un muezzin à Malte ?) qui dénote bien l'indifférence maltaise vis-à-vis de l'islam. 97 % de la population maltaise se déclare de religion catholique romaine et 93 % sont pratiquants, alors que sur une population d'environ 400 000 habitants, il existe une petite communauté musulmane estimée à 3 000 personnes. Cette communauté est composée d'environ 2 250 étrangers, 600 naturalisés et 150 autochtones. Elle est très multiculturelle, ces membres sont originaires  d'Afrique et du Moyen-Orient. Les musulmans à Malte gardent leurs traditions et leurs coutumes, caractéristiques de leurs origines ethniques et culturelles. C'est l'islam, le dénominateur commun, qui sert de lien et qui fait de ses membres une communauté distincte.
La communauté musulmane maltaise se retrouve autour du Islamic Cultural Centre (Centre culturel islamique), créé par la Islamic Call Society (société pour l'appel islamique) dont le siège se trouve à Tripoli en Libye. Mouammar Kadhafi en a posé la première pierre le 2 juillet 1978. Ce centre comprend une mosquée avec la maison de l'imam, une école primaire et des bureaux administratifs. Un service d'aide intégré au Centre oriente son action vers les pauvres, les prisonniers et les réfugiés.